# Afghanisch-iranische Beziehungen
Die Afghanisch-iranischen Beziehungen sind das zwischenstaatliche Verhältnis zwischen Afghanistan und Iran. Die beiden Nachbarländer verbindet eine lange Geschichte kultureller Interaktion und es bestehen Gemeinsamkeiten bei Kultur und Sprache. Dari, die Amtssprache von Afghanistan, ist mit den in Iran gesprochenen iranischen Sprachen weitgehend gegenseitig verständlich. Das Gebiet des heutigen Afghanistans gehörte zu zahlreichen persischen Großreichen. Die modernen Beziehungen der beiden Staaten waren allerdings wechselhaft. Konflikte ergaben sich durch Streitigkeiten um die Nutzung von Wasser, dem internationalen Drogenhandel und der Präsenz von zahlreichen afghanischen Flüchtlingen in Iran. Unter den sunnitischen Taliban werden die afghanischen Schiiten verfolgt, was zu schlechten Beziehungen mit dem schiitisch-islamistischen Regime der Islamischen Republik Iran führt. Nach der Rückkehr der Taliban an die Macht in Kabul 2021 kam es zu militärischen Auseinandersetzungen an der afghanisch-iranischen Grenze. Gleichzeitig hat die Islamische Republik Iran die wirtschaftlichen Beziehungen aufrechterhalten und 2023 einen Taliban-Botschafter in der iranischen Hauptstadt Teheran empfangen.

## Geschichte

### Vorgeschichte

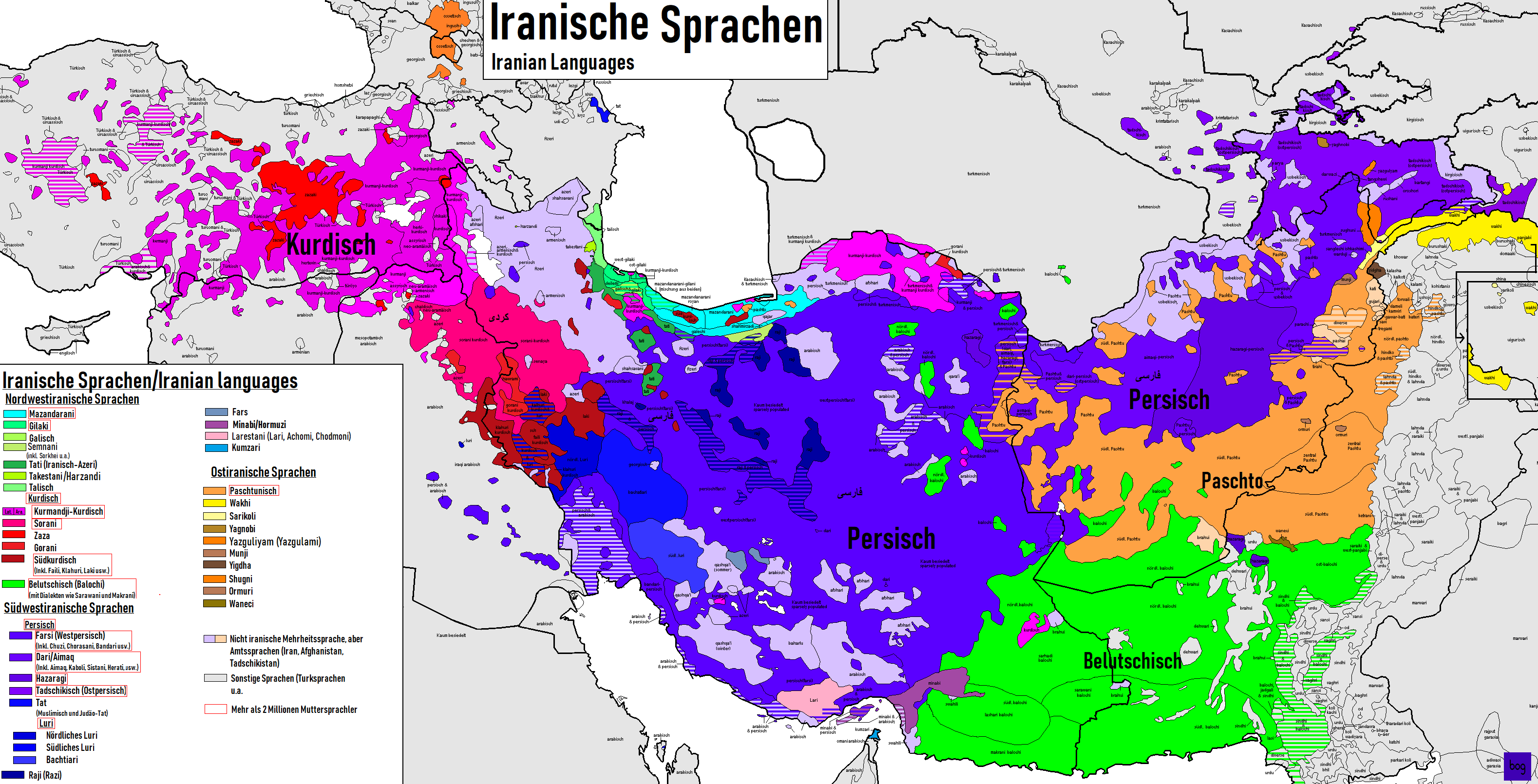
Verbreitung iranischer Sprachen

Afghanistan hat eine lange gemeinsame Geschichte mit Iran (früher auch als Persien bekannt) und war Teil vieler persischer Reiche wie der Achämeniden- und der Sassaniden-Dynastien. Die Regionen, die den modernen Staat Afghanistan umfassen, wurden von dem Dichter Firdausi in seinem Schahnameh aus dem 11. Jahrhundert als integraler Bestandteil Persiens betrachtet, und Zabulistan galt sogar als Heimat des iranischen Sagenhelden Rostam. Als die Safawiden-Dynastie in Persien gegründet wurde, wurde ein Teil Afghanistans vom Khanat von Buchara und von Babur aus Kabulistan regiert. Der erste iranische Safawiden-Schah Ismail I. dehnte sein Reich rasch in alle Richtungen aus, wobei er auch große Teile des heutigen Afghanistans eroberte. Sie beherrschten die Region jahrhundertelang, und die Safawiden hatten zunächst keine Probleme, die östlichsten Gebiete ihres Reiches zu verwalten, aber ihre Politik gegenüber den nicht-schiitischen Untertanen wurde mit der Zeit immer intoleranter. Es kam zu Kriegen zwischen den schiitischen Safawiden und den sunnitischen Stämmen, insbesondere in der Region Kandahar. Gegen Ende des 17. Jahrhunderts waren die Safawiden im Niedergang begriffen. Sie ernannten den Georgier Gurgin Khan zum Gouverneur von Kandahar. Gurgin gelang es, die Aufstände der afghanischen Stämme niederzuschlagen und er regierte Kandahar mit harter Hand. So blieb es bis zum Aufstieg von Mirwais Hotak, einem angesehenen sunnitischen Stammesführer der Ghilzai-Paschtunen. Mirwais gelang es, die im Niedergang begriffenen Safawiden in einer Reihe von Schlachten zu besiegen und in Südafghanistan ein unabhängiges Reich zu gründen. Sein Sohn Mahmud eroberte und beherrschte ab 1722 für einige Jahre Persien, als das Land nach dem Sturz der Safawiden von Bürgerkriegen heimgesucht wurde.
Nach dem Ende der Hotaki-Dynastie entstand Mitte des 18. Jahrhunderts das Durrani-Reich als Stammeskonföderation. Dieses von Persien unabhängige politische Gebilde mit einem paschtunischen Königshaus gilt als Vorläufer der modernen afghanischen Staatlichkeit. Es übte auch Einfluss im heutigen Osten Irans (in der Region um Maschhad) aus. Die Trennung von Iran und Afghanistan wurde auch durch den britischen Einfluss in Afghanistan befördert, da die Briten daran interessiert waren, eine Pufferzone zwischen Persien, dem Russischen Kaiserreich und Britisch-Indien zu etablieren.

### Moderne Beziehungen
Nach der Unabhängigkeit Afghanistans 1919 blieben die Beziehungen bis zum Jahre 1979 freundschaftlich. Afghanistan unterzeichnete 1921 einen Freundschaftsvertrag mit Iran, als das Königreich Afghanistan von König Amanullah Khan und Iran noch von den Kadscharen regiert wurde. Im Jahre 1973 wurde ein Abkommen zur Teilung der Wasserreversen des Hilmend zwischen Afghanistan und Iran unter Mohammad Reza Pahlavi vereinbart, allerdings nicht ratifiziert. Unter Schah Reza bemühte sich Iran nach dem Sturz des afghanischen Monarchen im Juli 1973 Afghanistan zu einem prowestlichen Verbündeten zu machen, allerdings stieg danach der Einfluss der Sowjetunion. Mit der Saurrevolution und der kommunistischen Machtübernahme in Kabul und dem Sturz des iranischen Schahs in der Islamischen Revolution 1979 veränderte sich die Situation. Ursprünglich wollte die Regierung der Demokratischen Volkspartei Afghanistans gute Beziehungen zu Iran unterhalten, doch nachdem Ayatollah Chomeini die Saurrevolution öffentlich verurteilt hatte, verschlechterten sich das Verhältnis zwischen der schiitisch-theokratischen Regierung der Islamischen Republik Iran und der sunnitisch-paschtunisch dominierten kommunistischen Regierung Afghanistans erheblich. Die Streitigkeiten zwischen den beiden Ländern um die Nutzung des Hilmend brach wieder aus. Iran unterstützte daraufhin schiitische Gruppen in Afghanistan. Am 15. März 1979 kam es in der Stadt Herat zu einem Aufstand. In einem Telefongespräch zwischen dem Premierminister der Sowjetunion, Alexej Kosygin, und dem Generalsekretär der DVPA, Nur Muhammad Taraki, behauptete Taraki, dass 4.000 iranische Soldaten als Zivilisten verkleidet in Herat eingedrungen seien, und bat die Sowjets, Soldaten aus den zentralasiatischen Sowjetrepubliken in das Land zu entsenden, um ihnen bei der Bekämpfung der iranischen Einmischung zu helfen.
Nach dem Beginn der sowjetischen Invasion Afghanistans im Dezember 1979 nahm Iran 1,5 Millionen Flüchtlinge aus Afghanistan auf, davon viele Schiiten aus dem Volk der Hazara. Iran unterstützte vor allem die afghanischen Schiiten (ca. 20 % der Bevölkerung) im Widerstand gegen die Sowjets, während die Mudschahid vorwiegend von den Vereinigten Staaten, Saudi-Arabien und Pakistan unterstützt wurden. Iran misstraute den arabischen Kämpfern (wie Osama bin Laden) und dem sunnitischen Extremisten des antisowjetischen Widerstands. Nach dem Rückzug der Sowjets entstand ein Machtvakuum in Afghanistan und Iran, Pakistan und Saudi-Arabien konkurrierten um Einfluss, wobei sie unterschiedliche Kriegsherren unterstützten, was den Bürgerkrieg im Land befeuerte. Saudi-Arabien versuchte den Wahhabismus in Afghanistan, als Konter zum iranischen Einfluss, zu stärken, während Pakistan extremistische paschtunische Gruppen wie die Taliban unterstützte, um über diese das Land zu kontrollieren. Iran versuchte dagegen eine Allianz gegen die Paschtunen aufzubauen, welche die Schiiten einschloss. Eine mit Iran verbündete Allianz aus Tadschiken, Usbeken und Schiiten unter der Führung des tadschikischen Befehlshabers Ahmad Schah Massoud kam 1992 kurzzeitig an die Macht, konnte sich dort allerdings nicht halten und das Land versank erneut im Bürgerkrieg.

#### Erstes Taliban-Regime (1996–2001)
Im Jahre 1996 kamen die Taliban in Afghanistan an die Macht, welche von Pakistan und Saudi-Arabien, jedoch nicht von der Islamischen Republik Iran anerkannt wurden. Iran unterstützte die Nordallianz unter Führung von Ahmad Schah Massoud gegen die Taliban. Die Taliban verfolgten die Schiiten im Land brutal und machten sich damit Teheran zum Feind. Als die Taliban 1998 Masar-e Scharif, die Hauptstadt der Nordallianz, einnahmen, richteten sie ein Massaker an und töteten 2000 Menschen. Außerdem entführten und ermordeten sie acht iranische Diplomaten und einen Journalisten und zerstörten das iranische Kulturzentrum in der Stadt. Dies hätte fast zu einem Krieg zwischen Iran und dem Islamischen Emirat Afghanistan geführt, als Iran Soldaten an der Grenze zu Afghanistan stationierte. Nach den Terroranschlägen am 11. September 2001 unterstützte Iran die westliche Intervention in Afghanistan 2001, obwohl die USA von den iranischen Mullahs zum ideologischen Todfeind erklärt worden waren. Dafür kooperierte Iran auch militärisch über seine Verbündeten in der Nordallianz mit den USA. Iran erkannte die neue Regierung von Hamid Karzai an und eröffnete seine Botschaft und seine Konsulate wieder. Die enge Kooperation mit den USA endete aber, nachdem US-Präsident George W. Bush Iran als Teil der Achse des Bösen bezeichnet hatte.

#### Islamische Republik Afghanistan (2004–2021)

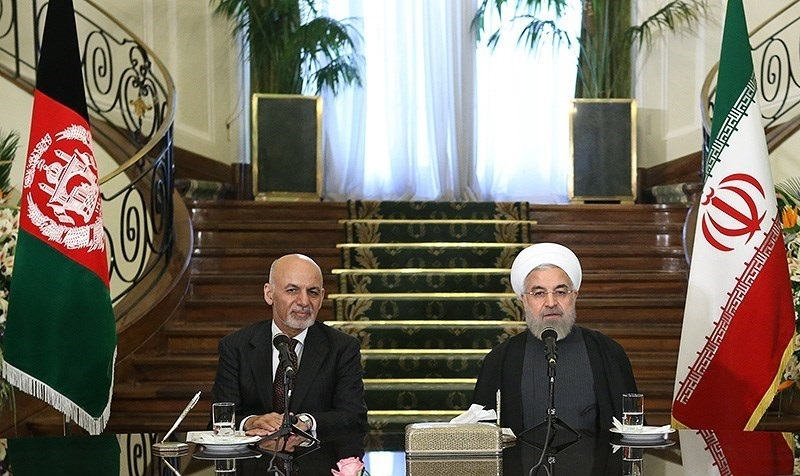
Aschraf Ghani mit Hassan Rohani (2015)

Nach dem Fall der Taliban beteiligte sich Iran am Wiederaufbau Afghanistans, wobei seine Investitionen insbesondere den schiitischen Gemeinschaften, insbesondere den ethnischen Hazaras und Kizilbasch, zugutekamen. Hamid Karzai besuchte häufig Iran und gehörte 2009 zu den ersten Staatschefs, die Mahmud Ahmadineschād zu seinem umstrittenen Sieg bei den iranischen Präsidentschaftswahlen gratulierten. Iran hat auch Einfluss auf politische Parteien genommen, die von ethnischen Tadschiken vertreten werden, darunter die Koalition für Wandel und Hoffnung von Abdullah Abdullah und andere. Bei seinem Versuch, eine Einflusssphäre in Afghanistan zu errichten, störte sich Iran an der anhaltenden westlichen Militärpräsenz im Land. Von den USA wurde Iran deshalb wiederholt vorgeworfen, die Taliban und andere Aufständische nun gegen die US-Streitkräfte im Land mit Waffen zu unterstützen. Die Beziehungen zwischen Afghanistan und Iran wurde durch die iranische Einwanderungspolitik weiter belastet, die zur Rückführung vieler afghanischer Asylbewerber führte. Eine Reihe von Afghanen wurde wegen Verbrechen, die in Iran mit dem Tod bestraft werden (Mord, Vergewaltigung, Raub und Drogenschmuggel), öffentlich hingerichtet, was in Afghanistan wütende Demonstrationen auslöste. Zwischen 2010 und 2011 waren afghanische und iranische Sicherheitskräfte an Grenzscharmützeln in der afghanischen Provinz Nimrus beteiligt, wonach Iran seine Stromlieferungen in die Provinz einstellte.

#### Zweites Taliban-Regime (2021-)
Die Islamische Republik Iran unterhielt vor dem Abzug amerikanischer Truppen 2021 aus dem Land Kontakte zu den Taliban und einige Taliban-Mitglieder sollen sich laut Berichten in Iran aufgehalten haben. Kurz nach dem Rückzug der Amerikaner konnten die Taliban in einer Offensive im August 2021 wieder an die Macht zurückkehren. Die Aussagen iranischer Spitzenpolitiker zum neuen Taliban-Regime waren widersprüchlich. Irans Präsident Ebrahim Raisi bezeichnete die Rückkehr der Taliban als „eine Chance, Leben, Sicherheit und dauerhaften Frieden wiederherzustellen“, während Ex-Präsident Ahmadineschād einen „satanischen und antimenschlichen Plot“ der USA dahinter vermutete. Iran forderte von den Taliban eine „inklusive Regierung“, welche die schiitische Minderheit einschließt. Die Taliban drängten jedoch bald darauf alle proiranischen Elemente in der afghanischen Politik an den Rand, weshalb sich die Beziehungen zu Iran schnell verschlechterten. Einigen Quellen zufolge hat Iran die NRF als Gegengewicht zu den Taliban wirtschaftlich und militärisch unterstützt. Anti-Taliban-Befehlshaber der NRF wie Ahmed Massoud und Amrullah Saleh halten sich in Iran auf. Mit der Machtübernahme der Taliban verschärften sich die Grenzkonflikte und die Streitigkeiten um die Nutzung von Wasserreserven mit militärischen Auseinandersetzungen. Im Mai 2023 kam es zu Toten bei Grenzgefechten. Iran behielt jedoch eine pragmatische Haltung und insbesondere die Islamische Revolutionsgarde behielt enge Kontakte zu den Taliban bei. Anfang 2023 akzeptierte Iran einen Botschafter des Taliban-Regimes in Teheran, was einer de-facto Anerkennung der Taliban-Herrschaft gleichkommt. Nachdem der Paschdan-Staudamm im August 2025 in der Provinz Harat am Fluss Hari in Betrieb genommen wurde, wurde dies als Verschärfung des Wasserkonflikts der beiden Länder beschrieben.

## Wirtschaftsbeziehungen

Geplanter iranisch-afghanisch-indischer Handelskorridor

Afghanistan und Iran sind wichtige Handelspartner, da sie eine ausgedehnte Grenzregion teilen. Als Teil des Handelskorridors mit Zentralasien stiegen die afghanischen Exporte nach Iran 2013 auf über 40 Millionen US-Dollar (hauptsächlich in Form von landwirtschaftlichen Erzeugnissen), gingen dann aber auf unter 20 Millionen US-Dollar im Jahr 2019 zurück. Die iranischen Exporte nach Afghanistan, vor allem in Form von Erdölprodukten, stiegen stetig auf über 1,8 Milliarden US-Dollar im Jahr 2021. Im Jahr 2021, nach dem Abzug der USA aus Afghanistan, kündigten die Taliban an, dass sie die Kraftstoffimporte aus Iran wieder aufnehmen würden. Mit seiner Handelsmacht und seinen Bodenschätzen wird Iran als wichtiger Faktor für die wirtschaftliche Erholung Afghanistans nach der Einstellung westlicher Hilfszahlungen angesehen.
Nach 2001 wurde die Islamische Republik Iran ein wichtiger Investor in Afghanistan und der wichtigsten Güterlieferant des Landes. Zu den wichtigen Infrastrukturprojekten gehört die Bahnstrecke Torbat-e Heidarije–Herat und der Hafen Tschahbahar in Sistan und Belutschistan, der wichtig für den Außenhandel Afghanistans mit Indien ist. Ende Februar 2024 kündigte die von den Taliban geführte afghanische Regierung eine Investition in Höhe von 35 Millionen Dollar in den Hafen von Tschahbahar im Süden Irans an. Laut The Diplomat kann die Zusammenarbeit zwischen Afghanistan und Iran dem Taliban-Regime mehr politische Optionen eröffnen und seine Abhängigkeit von Pakistan verringern.